# Euproctis stellata
Euproctis stellata är en fjärilsart som beskrevs av William Lucas Distant 1897. Euproctis stellata ingår i släktet Euproctis och familjen tofsspinnare. Inga underarter finns listade i Catalogue of Life.